# Stygobromus simplex
Stygobromus simplex är en kräftdjursart som beskrevs av Wang och John R. Holsinger 200. Stygobromus simplex ingår i släktet Stygobromus och familjen Crangonyctidae. Inga underarter finns listade i Catalogue of Life.